# Ulica Tadeusza Kościuszki w Sanoku
Ulica Tadeusza Kościuszki w Sanoku – ulica w dzielnicy Śródmieście miasta Sanoka.
Została nazwana imieniem Tadeusza Kościuszki. Biegnie od zbiegu z ulicą Jagiellońską i ulicą 3 Maja w centrum miasta w stronę zachodnią do zbiegu z ulicami Rymanowską i Jana Matejki. W jej przebiegu z ulicą Tadeusza Kościuszki zbiegają kolejno: ulica Grzegorza z Sanoka (na północ), ulica Ignacego Daszyńskiego (na południe), Plac Miast Partnerskich (południowy skraj), ulica Adama Mickiewicza (na północ), ulica Feliksa Gieli (na południe), ulica Henryka Sienkiewicza, ulica Generała Władysława Sikorskiego (na południe) oraz ulice Stara i Jasna (obie na południe).

## Historia

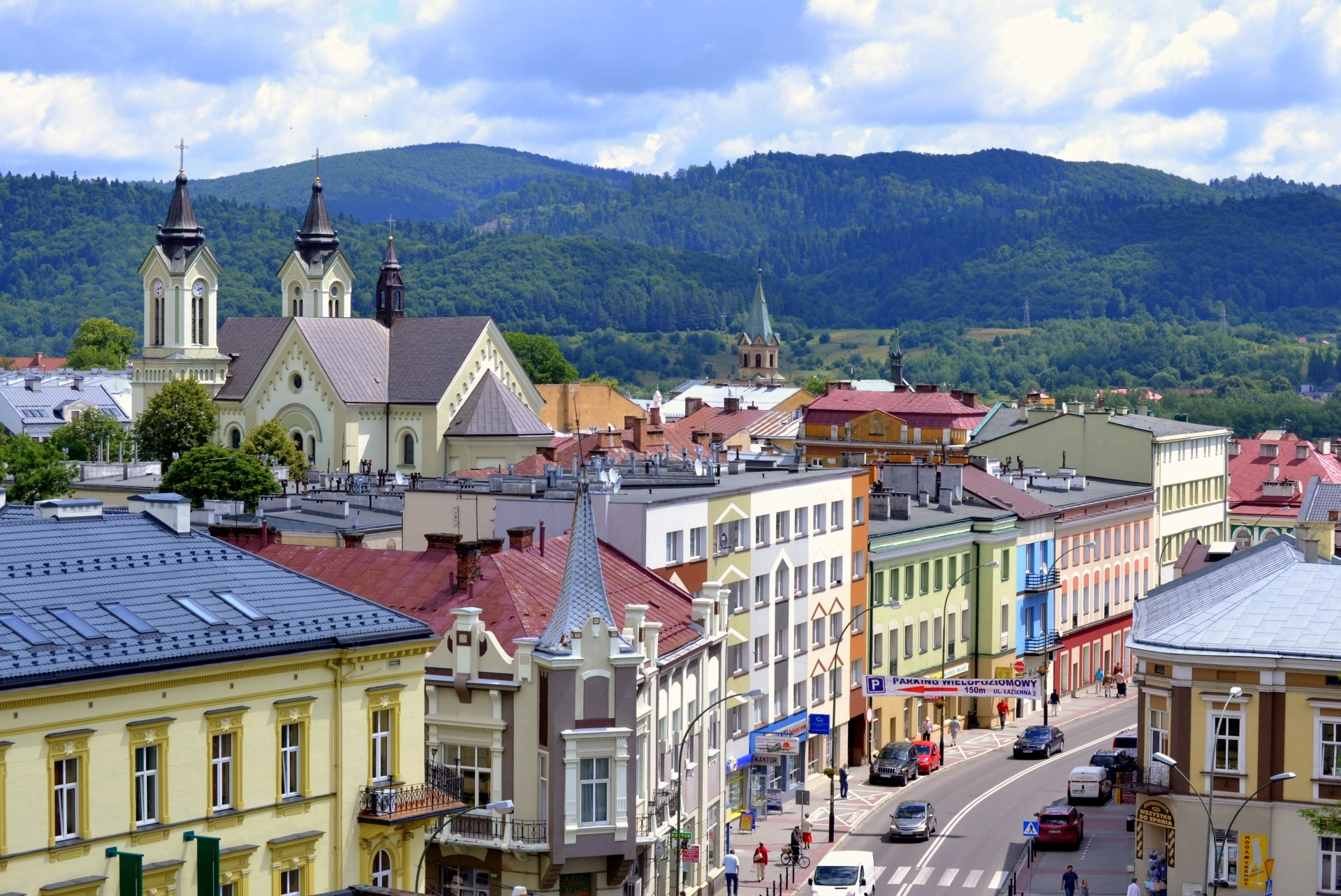
Widok ulicy w środkowym biegu od zachodu (2014)

Ulica została wytyczona w czasach monarchii Austro-Węgierskiej w wyniku zbiorczej decyzji władz miasta z 16 czerwca 1867 podczas urzędowania burmistrza Sanoka, Erazma Łobaczewskiego, funkcjonowała wówczas pod nazwą Krakowska, jej przebieg określono od domu Ramera i placu koło domu Lisa aż do drogi na cmentarz. Wówczas ulica przechodziła w kierunku zachodnim w ulicę Przedmiejską, a ten odcinek obecnie stanowi część ulicy Tadeusza Kościuszki i część ulicy Rymanowskiej. Z okazji 100. rocznicy złożenia przysięgi przez Tadeusza Kościuszkę z 24 marca 1794 podczas insurekcji kościuszkowskiej, w dniu 15 marca 1894 Rada Miejska w Sanoku podjęła o przemianowaniu nazwy ulicy Krakowskiej na ulicę Tadeusza Kościuszki. Zgodnie z uchwałą uroczyste obchody odbyły się 1 kwietnia 1894, podczas których dokonano umieszczenia tablicy z nowym imieniem ulicy na domu miejskim pod numerem 86 położonym przy dotychczasowej ulicy Krakowskiej.
W kolejnych latach w obszarze ulicy powstawały punkty handlowe i sklepy (dotychczas skupione na placu św. Michała i sanockim rynku). W 1894 Rada Miasta wydała zakaz budowania przy ulicy Tadeusza Kościuszki domów parterowych (sprzeciwił się temu klub radnych żydowskich). Wraz z rozwojem ulic Tadeusza Kościuszki i Jagiellońskiej ich arterie stały się drogami krajowymi, tym samym sprawiając kłopoty związane ze wzmożonym ruchem ulicznym w centrum miasta. W okresie zaboru austriackiego w ramach autonomii galicyjskiej na przełomie XIX/XX wieku ulicę zamieszkiwała w zdecydowanej większości ludność żydowska.
Podczas II wojny światowej w okresie okupacji niemieckiej ulica nosiła równolegle nazwy Kościuszkostrasse oraz Hermann Göring Strasse dla uczczenia Hermanna Göringa.
Rzymskokatoliccy mieszkańcy ulicy podlegają parafii Przemienienia Pańskiego.

## Zabudowa ulicy
Zabudowania ulicy Tadeusza Kościuszki od strony wschodniej u zbiegu z ulicami Jagiellońską i 3 Maja w kierunku zachodnim:
- Kamienica „Ramerówka” przy ul. Grzegorza z Sanoka 2 (południową fasadą przylega do początku ulicy Tadeusza Kościuszki; do 1939 pod adresem Tadeusza Kościuszki 2[19][20]).
- Kamienica przy ul. Jagiellońskiej 2 w Sanoku (północną fasadą przylega do początku ulicy Tadeusza Kościuszki)
- Ulica Tadeusza Kościuszki 2, przed 1939 pod tym adresem funkcjonowało Koło Polskiego Towarzystwa Tatrzańskiego w Sanoku[21].
- Kamienica przy ul. Tadeusza Kościuszki 3, wcześniej numer 1[22] (w przeszłości własność i sklep wędliniarski Michała Słuszkiewicza, pod adresem byli przypisani także adwokaci z tytułem doktora: Henryk Atlas[23], Adolf Atlas). Do początku lat 30. budynek był pod numerem 60[24]. W 1932 pod numerem 3 działało zastępstwo browaru żywieckiego, które prowadził Władysław Gołkowski[22]. W okresie PRL pod numerem 3 działał bar „Popularny”[25].
- Budynek przy ul. Tadeusza Kościuszki 4 w Sanoku. Budynek został wpisany do gminnego rejestru zabytków miasta Sanoka, opublikowanego w 2015[26].
- Budynek Sądu Rejonowego (pod numerem 5). W latach 30. XX wieku pod numerem 84[27]. Budynek został wpisany do wojewódzkiego (1991)[28] oraz do gminnego rejestru zabytków miasta Sanoka[29].
  - Przed 1939 pod numerem ulicy T. Kościuszki 5a funkcjonowało więzienie w Sanoku[30]. Od 1939 pod tym samym numerem przemianowanej ulicy Herman Göring Straße więzienie działało podczas okupacji niemieckiej[15].
- Nieistniejący budynek pod numerem 8, mieszczący aptekę[31], istniał do 1963)
- Kamienica przy ul. Tadeusza Kościuszki 15. Jest to budynek narożny przy zbiegu ulicy T. Kościuszki z ulicą Ignacego Daszyńskiego. W 1914 działał w nim Zakład Pogrzebowy „Concordia”[32]. Budynek stanowił własność Scheinera[33], mieścił się w nim szynk Adama Słuszkiewicza, a po 1945 działał Powiatowych Związków Gminnych Spółdzielni (PZGS) „Samopomoc Chłopska”[34]. W latach 90. w budynku funkcjonował Wiejski Dom Towarowy[35].
- Kamienica przy ul. Tadeusza Kościuszki 16. Budynek wpisany do gminnego rejestru zabytków miasta Sanoka, opublikowanego w 2015[29].
- Plac Miast Partnerskich
- Budynek pod numerem 21. Został ukończony w 1962 i oddany do użytku na początku marca 1964 jako Spółdzielczy Dom Handlowy, stanowiąc inwestycję sanockiej PSS[36][37]. Później ulokowano w nim Sanocki Dom Handlowy (SDH)[38]. W przeszłości w tym miejscu istniały inne zabudowania, w których funkcjonowała restauracja Kukli oraz sklep Stepka[39].
- Kamienica przy ul. Tadeusza Kościuszki 22.
- W 1938 do numeru 23 ulicy był przypisany punkt kontrolny i obwód leczniczy Ubezpieczalni Społecznej w Krośnie[30].
- W budynku pod numerem 25 ulokowano oddział PKO BP[40], pierwotnie uruchomiony w mieście 19 września 1954[41][42].
- Budynek przy ulicy Tadeusza Kościuszki 26 (w przeszłości należący do Wojciecha Ślączki, obecnie główny oddział Poczty Polskiej w Sanoku)
- Pomnik Tadeusza Kościuszki (oraz Park miejski im. Adama Mickiewicza – bezpośrednio za pomnikiem)
  - Wcześniej w tym miejscu istniał Dworek Stupnickich, o zwyczajowo przyjętej nazwie „koci dworek”, następnie przeniesiony na obszar Muzeum Budownictwa Ludowego w Sanoku[43]
- Kamienica przy ul. Tadeusza Kościuszki 27. W czasie, gdy należała do A. Wilka od 1934 do 1939 działało w nim Prywatne Koedukacyjne Gimnazjum Kupieckie Związku Nauczycielstwa Polskiego[30][44][45].
- Pod numerem 28 przed 1939 działał salon kosmetyczny Renaissance[46].
- Budynek pod numerem 29. W latach 30. był do niego przypisany były burmistrz Sanoka Jan Rajchel[47][48]. Podczas okupacji niemieckiej do numeru 29 był przypisany Ołeksandr Małynowski[14][15].
- Zbór Kościoła Adwentystów Dnia Siódmego w Sanoku (mieści się w budynku pod numerem 31).
- Nieistniejący dom pod numerem 32 z lat 1800-1825, wpisany do wojewódzkiego rejestru zabytków.
- Budynek pod numerem 34. Powierzchnie parterowe stanowią lokale użytkowe usługowo-handlowe. Piętra powyżej są lokalami mieszkalnymi. W okresie PRL w budynku na parterze działała restauracja i kawiarnia „Parkowa”[25], otwarta w 1969[49]. Do 1999 w tym miejscu działała restauracja „Max”[50]. Od listopada 1999 do 1 marca najemcą obiektu był PPHU Orlik z Brzegów Górnych, planujący otworzyć tam pub młodzieżowy (w tym czasie lokalem administrowało Sanockie Przedsiębiorstwo Gospodarki Komunalnej, SPGM)[51]. W maju 2000 przetarg na najem lokalu wygrał właściciel pizzerii „Palermo”[52].
- Budynek pod numerem 36. Zaprojektowany przez Władysława Chomiaka w 1926, początkowo budynek mieszkalny, w latach 1932-1939 siedziba Prywatnego Polskiego Gimnazjum Żeńskiego im. Emilii Plater w Sanoku, w czasie II wojny światowej obiekt przejęło wojsko niemieckie, po wojnie budynek służył za internat młodzieży II Liceum Ogólnokształcącego, Liceum Pedagogicznego oraz dla uczniów innych sanockich szkół do 1999, a po remoncie w 2000 ulokowano w nim na początku maja 2001 wydziały Starostwa Powiatowego: Wydział Geodezji i Gospodarki Nieruchomościami, Wydział Architektury i Budownictwa oraz Wydział Ochrony Środowiska, Rolnictwa i Leśnictwa[53][54][55].
- Kamienica pod numerem 37. Umiejscowiona na rogu ulicy T. Kościuszki z ulicą Gen. W. Sikorskiego (wcześniej A. Małeckiego i W. Wróblewskiego)[56]. Budynek został wybudowany ok. 1930[57]. Przed 1939 działał w nim spółdzielnia rolniczo-handlowa „Rolnik”[58], podczas okupacji niemieckiej także Rolnik[11][14][59], a później powstał dom handlowy o tej nazwie.
- Nieistniejąca pracownia rzeźbiarza Stanisława Piątkiewicza[60].
- Blok pod numerem 45, siedziba Prokuratury Rejonowej w Sanoku.
  - W przeszłości w tym rejonie istniał dworek rodziny Płoszowskich[61]. W okresie PRL w tym położeniu funkcjonowała stacja benzynowa[62][63].

Wcześniejsza numeracja i zabudowa
- W okresie PRL pod numerem 24 działał Powiatowy Ośrodek Sportu, Turystyki i Wypoczynku „Wierchy”[25].
- Pod numerem 27 zamieszkiwał Jankiel Fink[64]. Przed 1927 pod numerem 27 działała mleczarnia Stanisława Grodzickiego z Bzianki[65].
- Dom pod numerem 65, do którego na początku lat 30. był przypisany lekarz dr Ignacy Grünspan[24], później pod numerem 22[22].
- Dom pod numerem 67, do którego na początku lat 30. był przypisany adwokat dr Włodzimierz Konstantynowicz[27].
- Dom pod numerem 74, do którego na początku lat 30. był przypisany adwokat dr Jerzy Pietrzkiewicz[27].
- Dom pod numerem 96, w którym zamieszkiwał wraz z rodziną Aleksander Piech (1851-1932, ojciec Kazimierza i Tadeusza), brązownik prowadzący w domu zakład pod nazwą „Pracownia Parametrów Kościelnych i Cerkiewnych”[66].
- Dom pod numerem 125, w którym zamieszkiwał lekarz dr Władysław Skalski[64].
- Pod numerem 183 w latach 20. XX wieku działał oddział Polskiego Banku Handlowego z siedzibą w Poznaniu[67]
- Przy ulicy był ulokowany dom rodziny Wyrwicz[68][69], w którym przed 1930 działała cukiernia M. Wyrwicza[70].
- Przed 1939 przy ul. Tadeusza Kościuszki kancelarię adwokacką prowadził dr Stepan Wanczycki[71].